# József Bajza
József Bajza (Szűcsi, condado de Heves, 31 de janeiro de 1804 — Peste, 3 de março de 1858) foi um poeta e crítico húngaro.

## Biografia

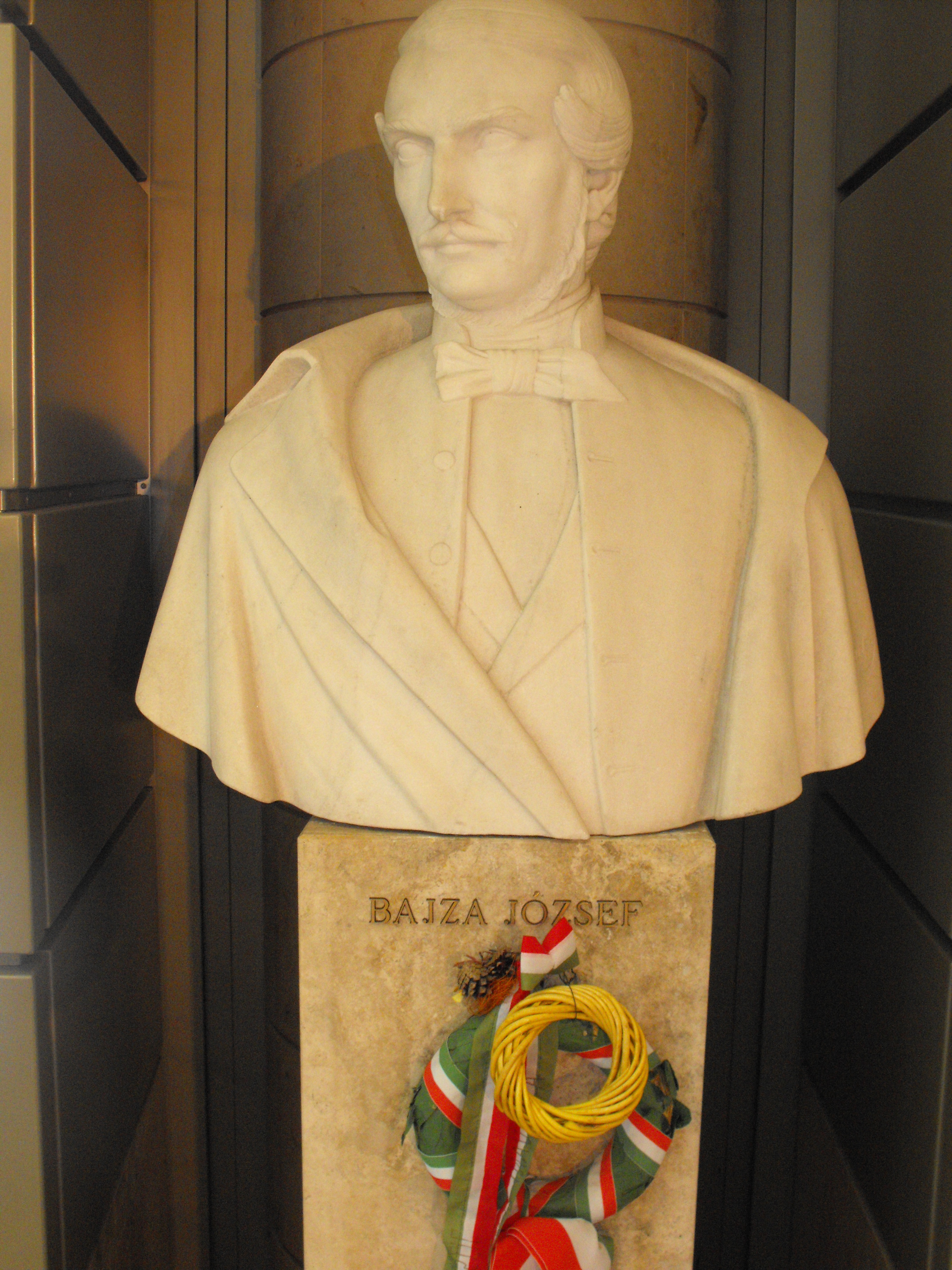
Estátua de József Bajza no auditório do Teatro Nacional de Budapeste

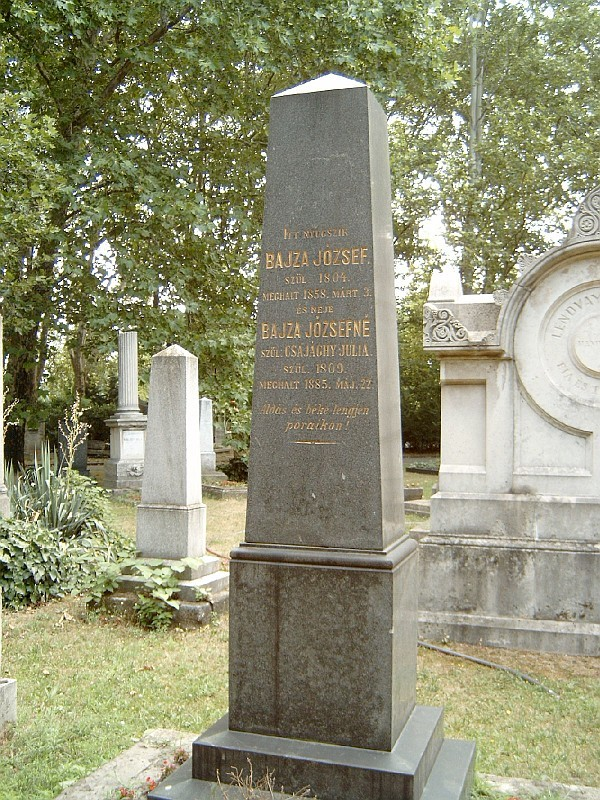
Túmulo de József Bajza e sua esposa em Budapeste. Cemitério de Kerepesi

Ele começou seus estudos em Gyöngyös em 1811, continuou-os em Peste, onde completou seus estudos filosóficos, e em Bratislava, onde completou seus estudos jurídicos. No parlamento estatal em 1825, foi secretário ao lado de seu tio, Franz Földváry, depois foi para Peste, completou seu doutorado em 1829 e se dedicou à escrita. O estudo dos clássicos despertou nele o amor pela poesia. As primeiras tentativas poéticas, e de forma idílica, são de 1821.
As primeiras contribuições literárias de Bajza foram publicadas na Aurora de Károly Kisfaludy, uma revista literária, onde foi editor de 1830 a 1837. Nela e na Aspasia, várias de suas obras apareceram sob o nome de “Julius” e, sobretudo, o poema: Borének (Canção do Vinho) estabeleceu a reputação do poeta. Notável nela foi o Processo Aurora, que se tornou tão famoso, iniciado pela editora Trattner-Károly em 1833. Bajza havia assinado um novo contrato com Georg Kilian para um trabalho que havia sido publicado pela primeira vez pela Trattner-Károly. Foi neste processo que a ideia dos direitos autorais do escritor foi explorada pela primeira vez.
Bajza publicou seus poemas em 1835, o que lhe garantiu um lugar de destaque nas fileiras dos poetas líricos. Em 1832, começou a editar o periódico Társalkodó (Acionistas). Em 1828, começou a trabalhar em uma direção estética e crítica, onde o Epigramma theoriája (Teoria do Epigrama), justificava suficientemente sua profissão. Através deste trabalho, e ainda mais através do Processo Conversas-Léxico, ele fez muitos inimigos, enquanto criticou incessantemente Gábor Döbrentei e o Conde József Dessewffy. Seguiu-se o Kritikai lapok (Folhas críticas), das quais sete edições apareceram de 1831–1836 em associação com Ferenc Kölcsey, Mihály Vörösmarty, Ferenc Toldy, Gusztáv Szontagh, Pál Csató, Ferenc Kállay e outros. O objetivo deste periódico era combater as pretensões tirânicas da autoridade literária e realizar uma crítica nativa que se baseava em leis puramente estéticas.
Duas obras de ficção também pertencem a este período: Pillangó (Borboleta), uma seleção de histórias estrangeiras (Ofen 1836), e Külföldi játékszin (Teatro Estrangeiro) (Peste 1830). Em 1837, Toldy e Vörösmarty uniram forças e publicaram o Athenaeum e o "Figyelmező" (Ateneu e Observador). Bajza editou o primeiro durante sete anos. Suas críticas sobre a arte dramática foram consideradas as melhores desses textos variados. Em 1830 publicou traduções de alguns dramas estrangeiros, e em 1835 uma coletânea de seus próprios poemas.
Em 1837 foi nomeado diretor do recém-criado Teatro Nacional em Peste. Ele colocou a instituição em um caminho seguro até a enchente do rio Danúbio, que causou graves danos à cidade entre 13 e 18 de março, pondo fim ao seu zeloso trabalho. Digno de nota desta época são as leis da Sociedade húngara de Teatro de Peste, que ele escreveu.
Após deixar o Athenaeum, ele se voltou quase que exclusivamente para a história. As obras preliminares incluem: Traços de caráter do Senhor Chatham; A Vida de István Koháry; Coriolano e a Roma Incansável, um dos mais belos tratados históricos da literatura húngara;  Eudóxia, a Imperatriz; A Influência dos Telekis na Ciência. Antes de iniciar sua história mundial, publicou 6 volumes na coleção: Történeti könyvtár (Biblioteca Histórica), 1843–1845, e iniciou o Uj Plutarch(Novo Plutarco), 1845–1847. Estas obras são, em certa medida, traduções de autores alemães, das quais 8 volumes foram publicados. Ele começou a publicar sua “História Universal” (Világtörténet) em 1846, da qual apenas a Idade Antiga foi publicada.
Em 1847 Bajza editou o jornal da oposição, Ellenőr (Controlador), em Leipzig e em março de 1848 Lajos Kossuth o nomeou editor de seu jornal, Kossuth Hírlapja, mas ele não estava satisfeito com ele. Em 1847–1848 se tornou diretor do Teatro Nacional pela segunda vez, mas lá só permaneceu por oito meses. Na Academia de Ciências da Hungria, Bajza passou de membro correspondente, em 1831 para membro pleno em 1832 e em 1837, um membro ativo da Sociedade Kisfaludy. Em 1850 Bajza adquiriu uma doença cerebral incurável e morreu em 1858.

## Trabalhos
- Teoria do Epigrama, 1828
- Sobre os gastos romenos, 1833
- Lições dramatúrgicas e lógicas para juízes de teatro húngaros, 1836
- Discurso no caso do Teatro Húngaro em Peste 1839
- Obras coletadas (I – VI) 1861–1863

## Memória
- Uma exposição permanente sobre sua vida e obra pode ser vista na Casa Memorial Bajza em Szűcsi
- Seu busto está no auditório do Teatro Nacional de Budapeste.
- Na Hungria, vários assentamentos nomearam ruas e espaços públicos com seu nome.
- Da década de 1960, uma escola secundária também mantém seu nome (Bajza József Gimnázium).